# Koronki z Lepoglavy

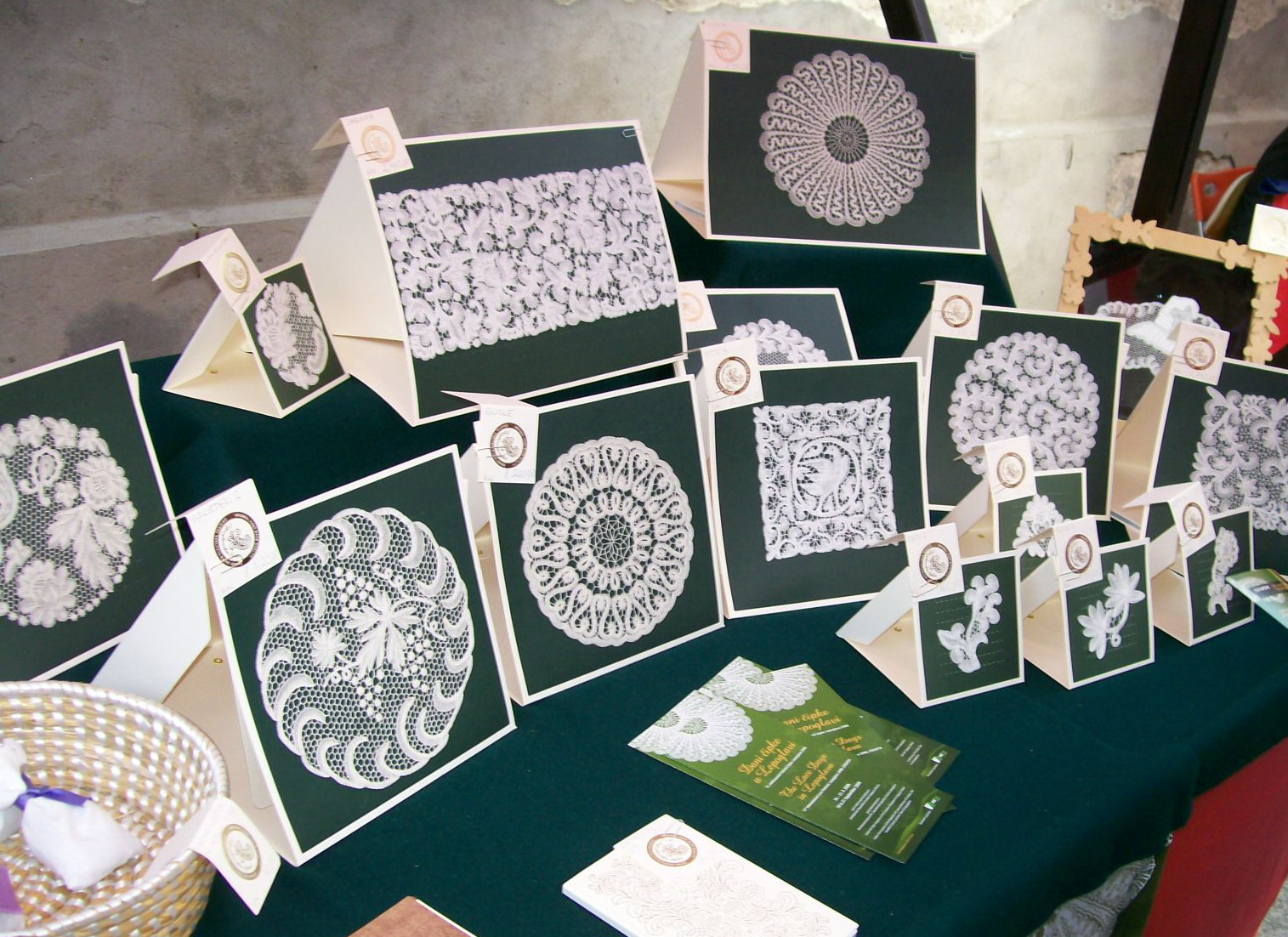
Koronki z Lepoglavy

Koronka z Lepoglavy – koronki klockowe wytwarzane w Lepoglavie w Chorwacji. Chorwackie koronkarstwo zostało w 2009 roku wpisane na listę niematerialnego dziedzictwa UNESCO.

## Historia
Uznaje się, że koronkarstwo w Lepoglavie rozwinęło się dzięki paulinom, którzy nauczyli miejscowe kobiety zdobienia koronkami strojów liturgicznych. Z czasem koronkarstwa uczono na kursach i warsztatach w szkole, a koronki stały się dodatkowym źródłem dochodu dla koronczarek na wsi. Dzięki staraniom Izidora Kršnjavoga w 1892 roku w Lepoglavie uruchomiono kursy koronkarstwa wzorowane na szkole koronkarskiej w Idriji. Pod koniec XIX wieku i w pierwszej połowie XX wieku wzrosło zainteresowanie koronkami dzięki Zlacie Šufflay. Zorganizowała ona produkcję koronek. Jej działalność po I wojnie światowej kontynuowała Danica Brössler. Zachęcając do wytwarzania koronek, organizowały zajęcia, warsztaty i szkoły koronkarstwa. Wytwarzanie koronek stało się źródłem dodatkowych zarobków, ponieważ koronki sprzedawano na targach, wystawach i na targach w Zagrzebiu, a nawet w Europie Zachodniej. Popularność wzrosła po zdobyciu przez koronki nagród na targach: złota w 1937 w Paryżu i brązu w 1939 roku. Podczas II wojny światowej zajęcia i warsztaty nie były organizowane, ale koronczarki nadal wytwarzały koronki. Impulsem do rozwoju stało się zorganizowanie w 1997 roku Międzynarodowego Festiwalu Koronki w Lepoglavie.
W Lepoglavie istnieje zwyczaj obdarowywania nowo narodzonej dziewczynki klockiem do wykonywania koronek, aby kiedyś została dobrą koronkarką.

## Spółdzielnia koronkarska
24 stycznia 2003 roku z inicjatywy władz miasta powstała Zadruga lepoglavske čipke (Spółdzielnia Koronkarska). Jej zadaniem było przywrócenie i pielęgnowanie tradycji wykonywania koronek. W tym celu przygotowano projekt Lepoglavska čipka, który otrzymał wsparcie finansowe Ministarstva obrta malog i srednjeg poduzetništva (Ministerstwa rzemiosła i drobnego przemysłu). W jego ramach organizowano półroczne kursy dla młodzieży, zwiększając zainteresowanie wytwarzaniem koronek. Przyczyniła się do tego również promocja i pomoc w sprzedaży koronek. Koronki z Lepoglavy były często kupowane przez kancelarię prezydenta Chorwacji na prezent podczas podróży służbowych.

## Wykonanie
Do wykonania koronki klockowej potrzebny jest wałek, na którym zostaje umieszczony narysowany na papierze wzór, parzysta liczba klocków, białe lub beżowe nici bawełniane lub lniane oraz szpilki. Przez wiele lat używano kwadratowych poduszek, ręcznie wykonanych klocków i kolców do przypinania wzoru podczas pracy. Zmiany nastąpiły dopiero po kursach zorganizowanych przez Izidora Kršnjavoga. Wprowadzono okrągłe wałki oraz toczone na tokarce klocki i szpilki.
Nazwy najczęściej wykorzystywanych motywów: stazica, pužić, frkač, kiflek, tulipan, ruža, makova ruža, jaglac, ružin list, hrastov list, cvjetić, cvjetić s peteljkom i listom, cvjetić s listićem,bršljan, žir, grozdek, loza, djetelina, purek, lav, leptir, ptica, orao. Dominują motywy kwiatowe.